# Ірландська література

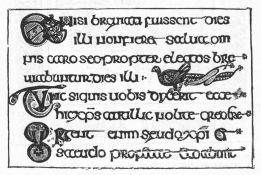
Ірландське письмо й книжкова прикраса. VIII ст.

Ірландська література (англ. Irish literature, ірл. Litríocht na hÉireann) — література, що творилася й твориться в Ірландії, одна з найдавніших у Європі, належить до групи кельтських літератур.

## Давня Ірландія (до XII століття)
До появи писемності країною ходили усні оповіді, що поширювалися бардами і друїдами. У V столітті в Ірландії виникає писемність, що було пов'язано з поступовою християнізацією країни. У VI столітті з'являються перші пам'ятки літератури латинською мовою; з початку VII століття виникає література давньоірландською мовою.
У IX–X ст. Ірландія потерпала від набігів норвезьких і шведських вікінгів, які завдали значної шкоди й ірландській культурі. Вікінги грабували монастирі, де накопичувалося багатство, вбивали абатів і вчених. Ченці будували так звані круглі вежі, щоб у разі набігу відсидітися в них. У ці вежі часто переносили рукописи. Багато з рукописних саг були в ці часи перероблені й набули тієї форми, яка нам відома зараз.

### Релігійна література
У монастирях створювалася в основному література релігійного характеру — гімни і житія святих. До перших ірландських текстів латинською мовою, створених до VI ст. , можливо, ще до V ст., відносять деякі латинські гімни — гімн святого Камелака і гімн святого Секундина на честь Святого Патрика; в VI ст. було створено гімн Колум Кіллі (Колумбі) «Верховний сіяч» (Altus Prosator). Можливо, саме Ірландія є батьківщиною такої своєрідної пам'ятки, як Гесперійські промови.
У VII ст. в Ірландії виникає житійна література. Першими пам'ятками такого роду стали житія святої Бригіти і святого Патрика, написані Ултаном з Ардбраккана, які не дійшли до нас. Найдавніші збережені латинські житія — це житія Патрика, створені Мурьху мокку Махтені й Тіреханом, а також житіє святої Бригіти Когітоза. На рубежі VII–VIII ст. Адомнан створює одне з найвидатніших творів середньовічної ірландської літератури — «Житіє святого Колумби» (Колум Кіллі). Монастир Колумби на шотландському острові Іона стає великим культурним центром. У VIII столітті створюються і житія інших святих, зокрема, ряд житій, що дійшли до нас у складі так званого «Саламанкського рукопису».
Написана в IX столітті поема «Видіння Адамнана» нагадує за мотивами «Божественну комедію» Данте). Поступово формувалася і наукова література: історичні хроніки, трактати з медицини, карти Ірландії, що зазвичай погано відображали реальну топографію місцевості.

### Світська література
Виникнення перших текстів давньоірландською мовою датується VII ст., проте рукописи цього часу не збереглися; найдавніші манускрипти, що дійшли до нас, датуються XI–XII ст. Це Lebor na hUidre(«Книга Бурої Корови», бл. 1100) і Lebor Laigen(«Лейнстерська книга», бл. 1160).
В ірландському епосі розрізняють чотири основні цикли:
1. міфологічний, найдавніший цикл, що оповідає про заселення Ірландії і про богів, які тут часто з'являються в подобі людей;
2. уладський (Ольстера) цикл, що включає більше ста саг і розповідає про короля Конхобара і його племінника, героя Кухуліна; до цього циклу входить одна з найбільших ірландських саг — «Викрадення бика з Куальнге»;
3. Цикл Фінна, історія героя Фінна мак Кумана і його сина на ім'я Ойсін (Oisín, традиційно Оссіан);
4. Королівський цикл, в який входять сказання про легендарних правителів Ірландії.

### Поезія ірландською мовою
Філіди (професійні поети, яких дуже шанували у давній Ірландії) та барди, що мешкали при дворах феодалів, розважали їх епічними переказами, іноді перемежовуючи оповідь віршами. Філіди були носіями поетичної традиції, легенд та міфів які передавались з покоління в покоління усно. Барди оспівували військову героїку, подорожі, а часом і романтичне кохання, і навіть красу місцевості, зазвичай в надзвичайно вишуканому, пишномовному стилі. Деякі твори філідів та бардів були записані ірландськими монахами у ранньому середньовіччі.

### Переклади
Серед перших перекладів з латинської на давньо- та среднеірландську мови можна відзначити переклад Неннія («Бриттська книга» -Lebor Breatnach), до якої ірландські автори зробили цікаві доповнення. Монастирські письменники перекладали античні оповіді й міфи, наприклад, відому за гомерівською «Одіссеєю» епопею про троянську війну, включаючи міф про мандри Улісса, історію Енея — за «Енеїдою» Вергілія і епопею Лукана «Фарсалія».

## Період панування норманів (з XII по XVI століття)
Норманські завойовники зовсім не цікавилися культурою кельтів і нащадків вікінгів, що змішалися з ними. Вони будували кам'яні замки, які відгороджували їх від автохтонних мешканців країни. Старі саги (скели) збереглися серед селянського населення. Барди тулилися в замках уцілілих ірландських феодалів. Норманську знать розважали заїжджі барди-французи, що співали звичайно про подвиги Карла Великого або про святий Грааль.

## Період панування англійців (з XVI по XVIII століття)
Ірландія в цей період знаходиться частково під владою британської монархії. До кінця XVII століття ця влада законодавчо закріплюється, тож Ірландія повністю втрачає свою незалежність.
Проте вже в XVI столітті починає розвиватися література переважно ірландська. У цей період, особливо в XVII столітті, працюють збирачі старих саг, переказів та літописів, вони комплектують нові збірки старих текстів, часто переписуючи їх на сучасніший лад. Саги іноді набувають форми народних балад або навіть казок.
Барди як і раніше вірні ідеалам «старої доброї Ірландії» й оспівують предків сучасних їм ірландських феодалів за їхні героїчні діяння. Їхні тексти стають простішими — з декількох сотень старих віршованих розмірів вони тепер послуговуються тільки приблизно 24-ма. Змінюється й уся система поезії — від силабічної вона переходить до тонічної, на кшталт занесених з Англії і Франції віршованих текстів. Серед текстів XVII століття вирізняється збірка «Чвари поетів» (ірл. Iomarbháigh na bhfileadh) — своєрідний поетичний турнір, де поети, показуючи свою ерудицію й знання історії, вихваляють чесноти Півночі й Півдня Ірландії. «Історія» Джеффрі Кітінга є зразком прозового твору того часу.

## Довгий шлях до незалежності (з XVIII століття по початок ХХ століття)